# Fiat 128
El Fiat 128 es un automóvil de turismo del segmento C, con motor delantero transversal y tracción delantera, producido por el fabricante italiano Fiat entre los años 1969 y 1990 (último año de producción en Sudamérica, Argentina)

## Descripción

### La berlina y familiar
Se presenta en Italia como el sustituto del «Millecento» (Fiat 1100), y fue el primer modelo que Fiat comercializó con tracción delantera y motor transversal, según el diseño del ingeniero de la marca Dante Giacosa, tras el primer ensayo comercial de esa configuración que supuso el lanzamiento del Autobianchi Primula de 1964 (concebido por el citado ingeniero) y que fue el pionero en equipar este tipo de configuración mecánica. Esta técnica, entre otras, ofrecía la ventaja de permitir a la mecánica ocupar un espacio mínimo, con la consiguiente ventaja que esto representaba de cara a la habitabilidad, la cual aprovechaba un espacio útil del 80% para el habitáculo, destinando solo el 20% restante a los elementos mecánicos. En el momento de su lanzamiento comercial, ofrecía tres configuraciones de carrocería: berlina de dos puertas y cuatro puertas y familiar de tres.
Ofreció en su lanzamiento, un motor de 1116 cc, que desarrollaba 55 hp (DIN). Más tarde, se introdujo una nueva versión con 1290 cc, y finalmente un 1500 para ciertos mercados emergentes, que estaría presente en las versiones más equipadas comercializadas en dichos países. Estas mecánicas  fueron diseñadas por el ingeniero Aurelio Lampredi. Contaban con árbol de levas en cabeza accionado por correa dentada de neopreno, lo cual supuso una primicia a nivel mundial en su momento.[cita requerida]
El Fiat Ritmo, conocido internamente como  Progetto 138  y su familia de derivados, utilizaron el bastidor del 128 (y rigidificado a partir de la segunda serie del Ritmo) junto con sus suspensiones hasta finales de la década de 1980.
El Fiat 128 fue producido a nivel europeo en su país de origen hasta el año 1979, con su sucesor el Fiat Ritmo ya en el mercado; mientras que finalmente, en 1990, el modelo ve cesada también su producción en Argentina. La fábrica Zastava produjo un modelo muy similar basado en el Fiat 128,  llamado Skala 101 con el motor de 1116 cc que equipó el 128, entre 1971 y 2008.

### Rediseños
El 128 surgió con un diseño de carrocería que casi no varió en el tiempo. Inicialmente poseía ópticas delanteras circulares, parachoques metálicos y pilotos traseros horizontales.
Más tarde, el diseño exterior fue modificado, adecuándolo a los nuevos tiempos. Se instalaron nuevas ópticas rectangulares de mayor tamaño que las anteriores, y pilotos traseros de nuevo diseño. Este modelo fue conocido como Europa en varios mercados. También se renovó el diseño del salpicadero. 
Finalmente durante 1982, en Argentina, el 128 experimenta el último rediseño exterior e interior, conocido como Super Europa, modificando los paragolpes, incluyendo componentes de plástico, el frontal: nuevas ópticas y parrilla similares a las del Fiat Duna/ Fiat Uno (Primera Fase) y a las del Fiat Regata. A su vez, el interior recibe un rediseño que lo vuelve más juvenil y equipa un nuevo salpicadero elaborado en materia plástica con nuevas salidas de ventilación orientables, incluyendo en el cuadro de instrumentos un tacómetro, nivel de combustible, manómetro de presión de aceite, temperatura del motor y velocímetro. También incorpora múltiples luces de advertencia en caso de situaciones anómalas (baja presión de aceite, exceso en temperatura de motor, etc.). Sobre el final de producción uno de los modelos más vendidos fue el de motorización 1500 cc denominado CL.
Lo más notorio de estos nuevos modelos rediseñados, es su completo equipamiento, no muy habitual en otros vehículos de su mismo segmento, con elementos como la completa instrumentación, los elevalunas eléctricos en las 2 puertas delanteras, en las traseras a manivela, entre otros.

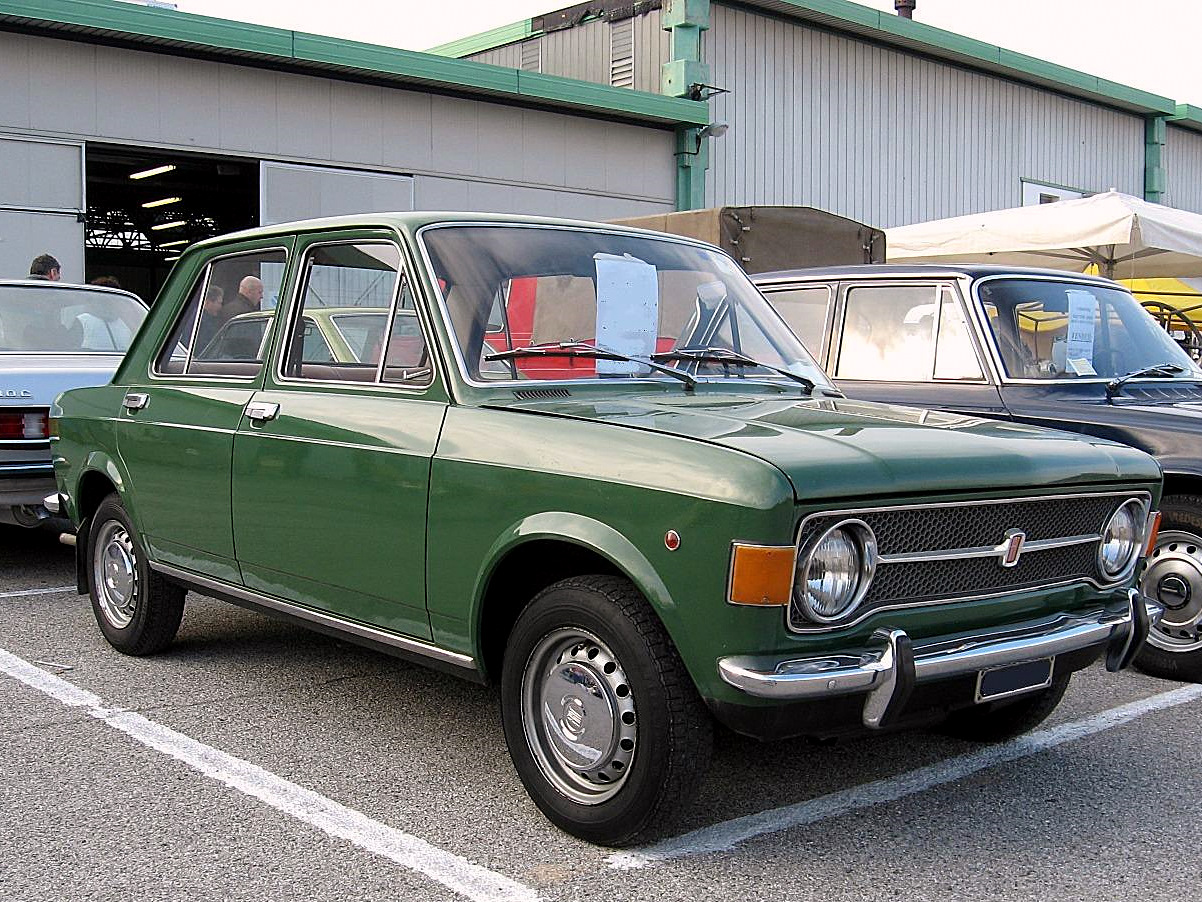
Fiat 128 1a Serie con faros redondos (1969–1979)
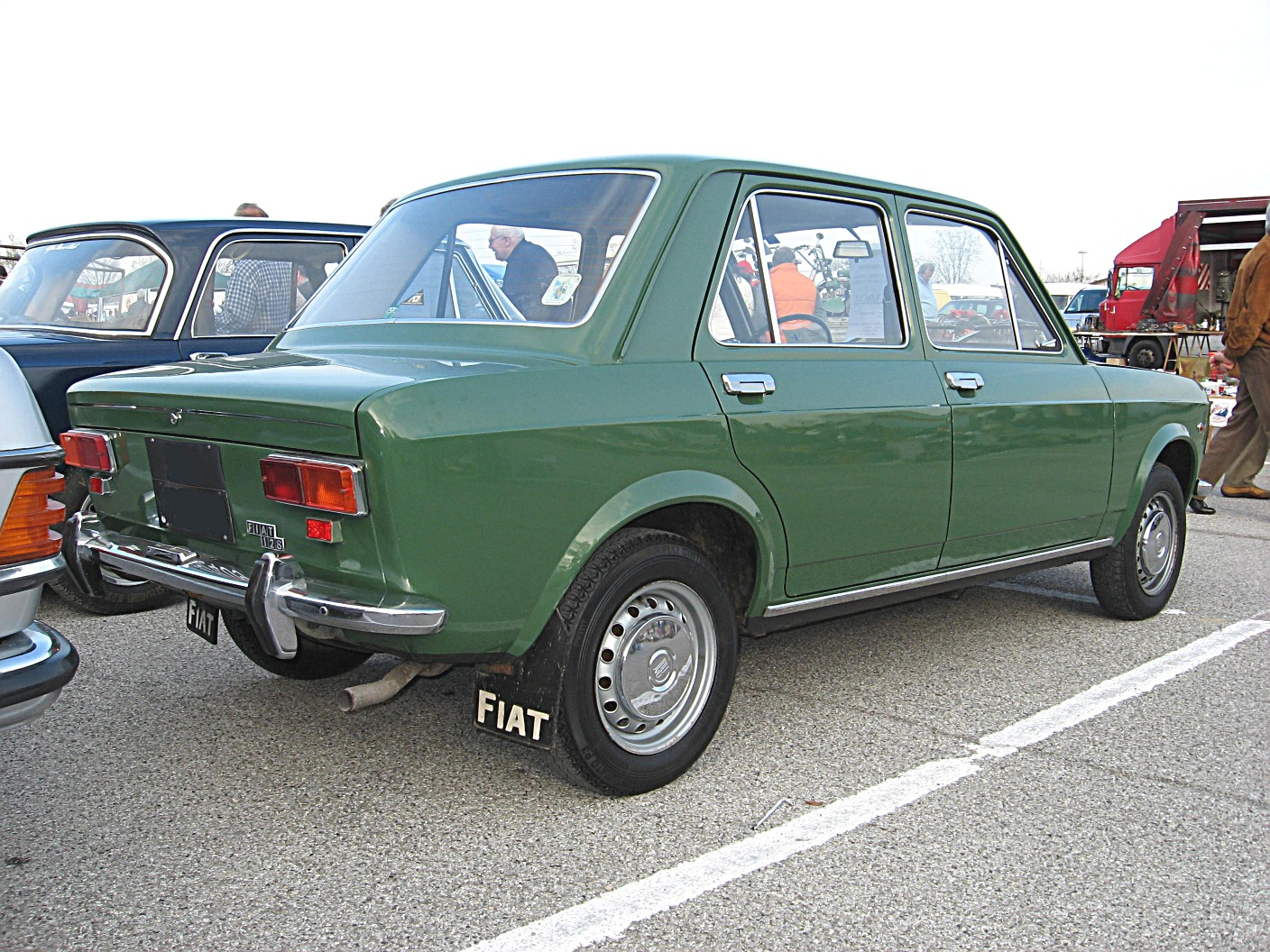
Fiat 128 1a Serie vista posterior (1969–1979)
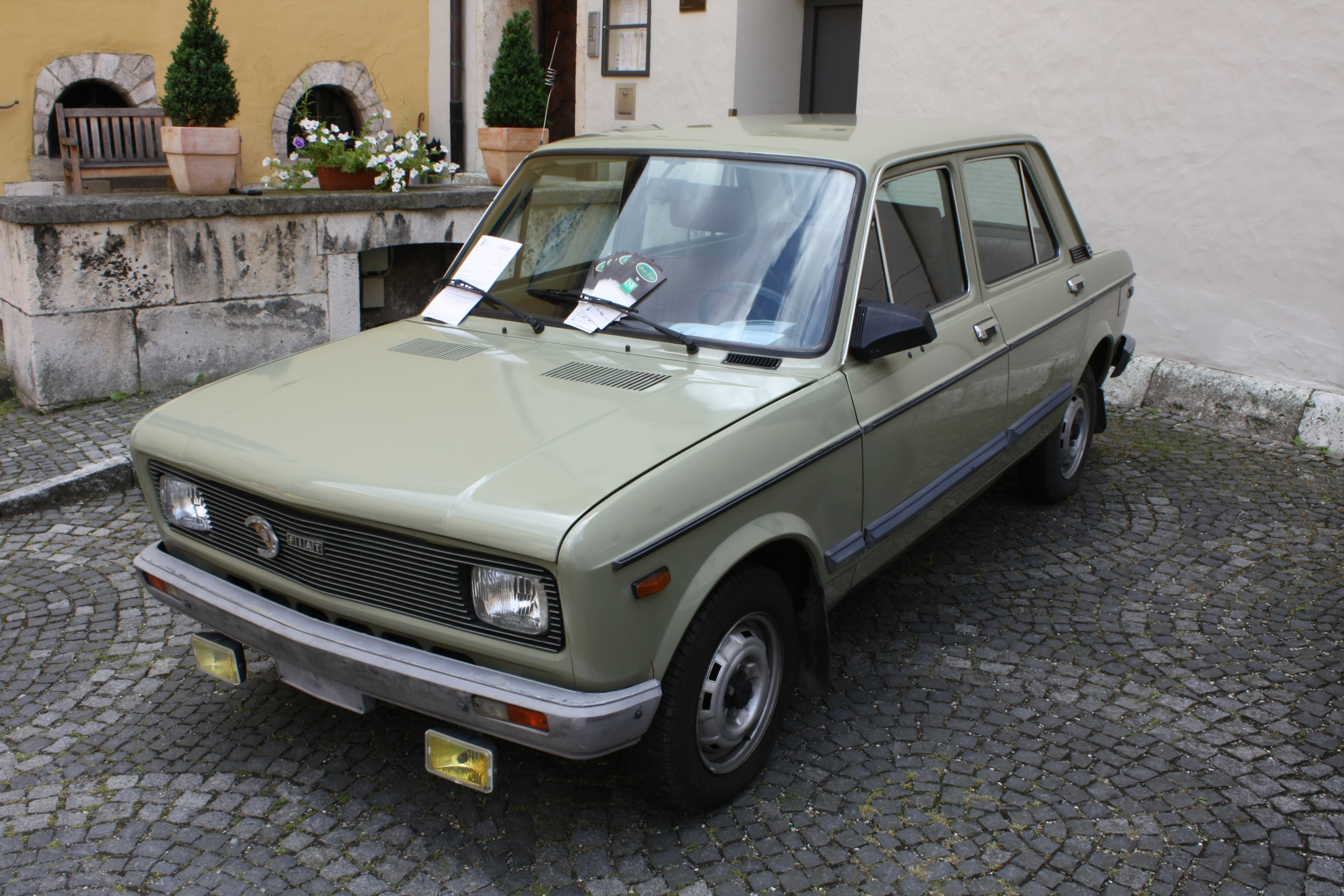
Fiat 128 CL 1100 Europa (1978–1983) R.A
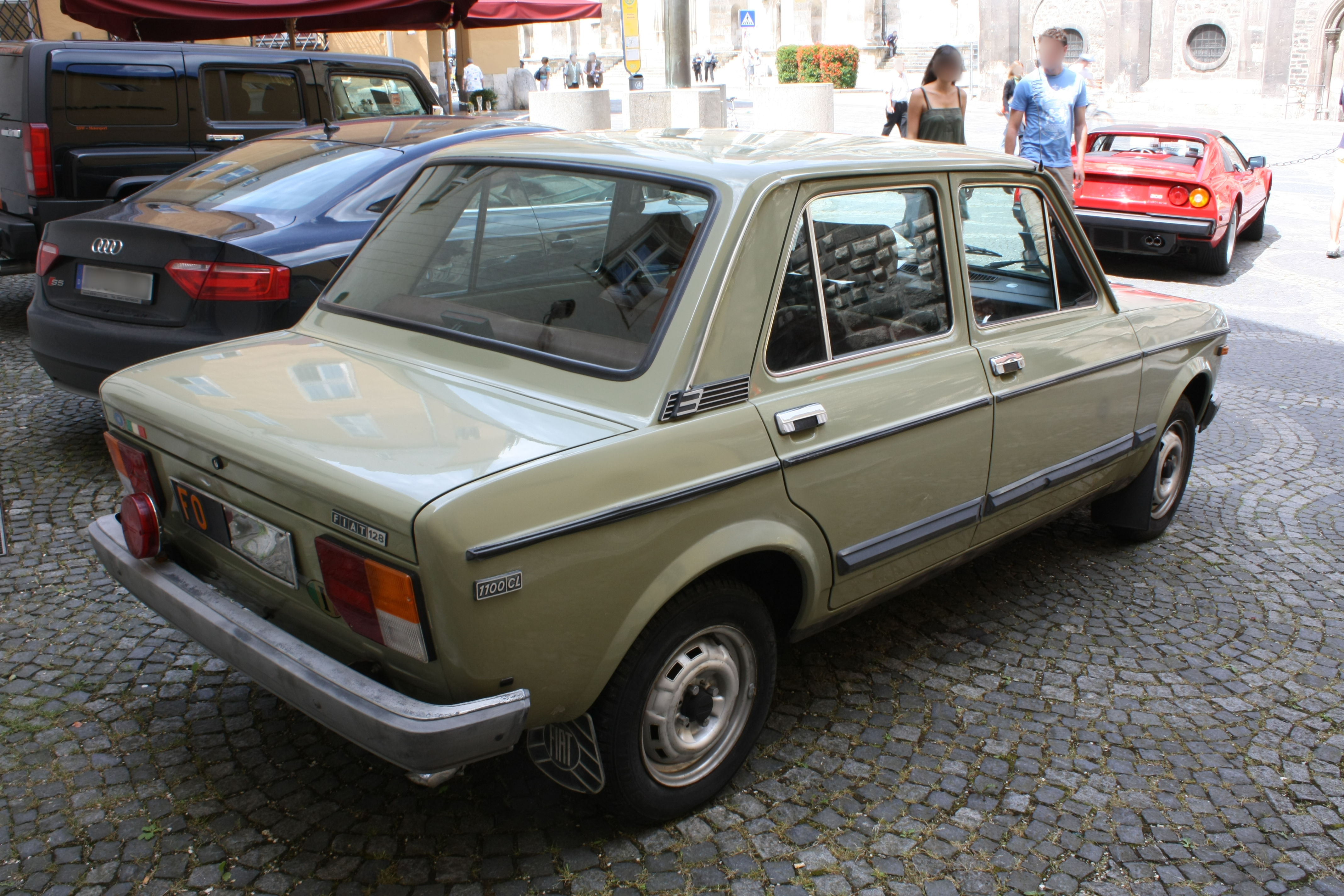
Fiat 128 CL 1100 Europa (1978–1983) R.A
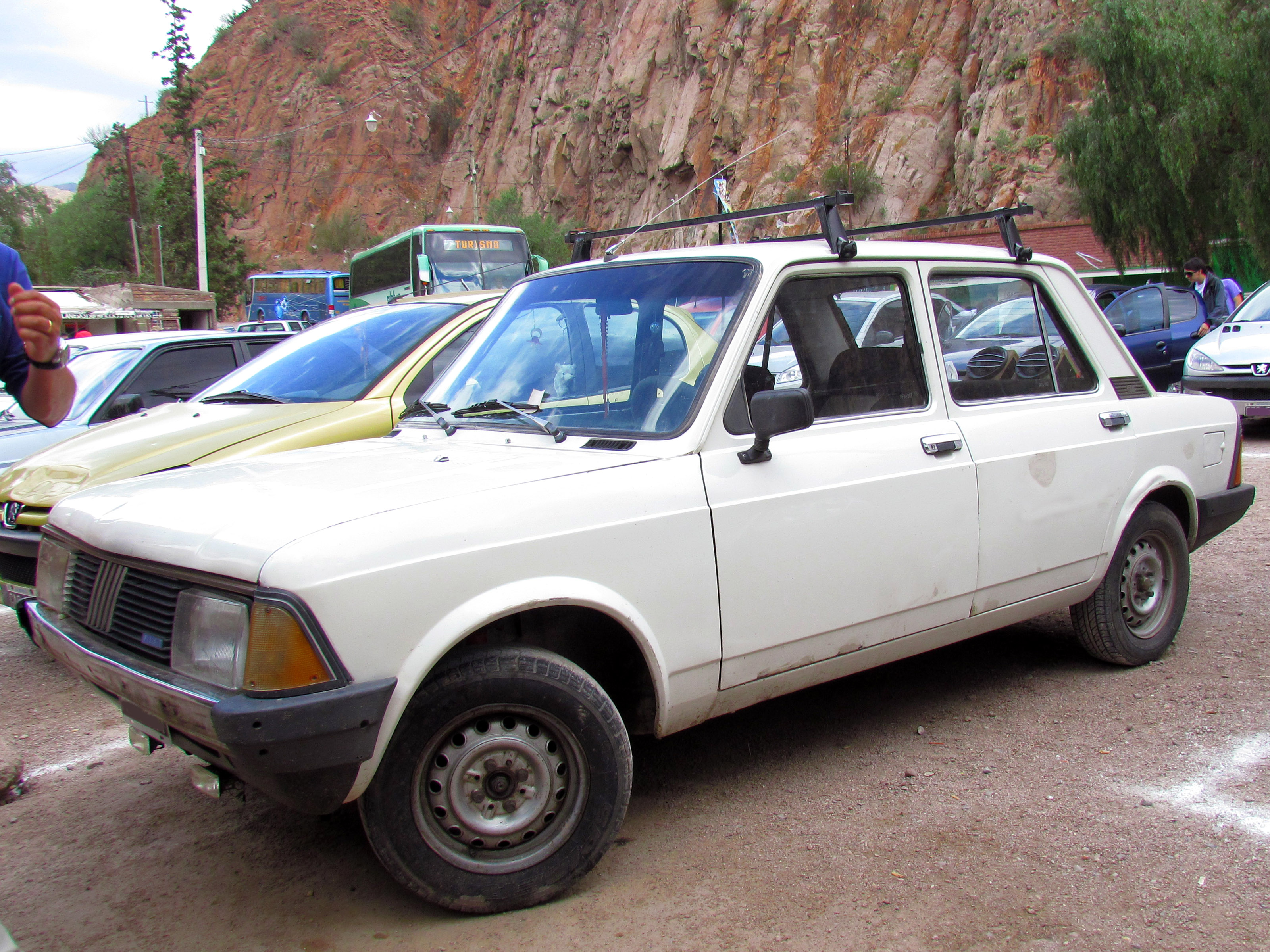
Fiat 128 CL 1.3 Super Europa (1983–1990), por SEVEL
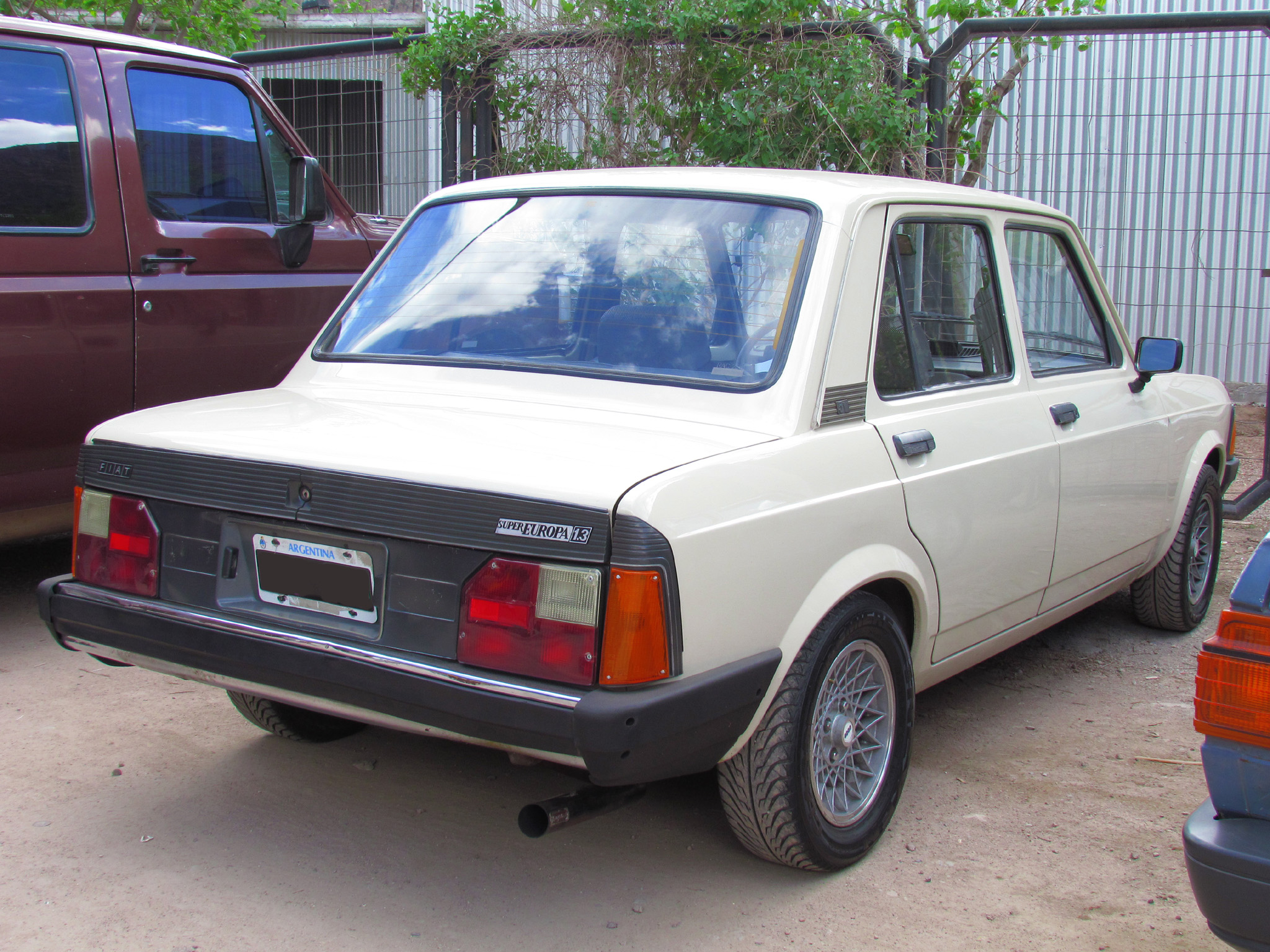
Fiat 128 CL 1.3 Super Europa (1983–1990), por SEVEL

### 128 Rally

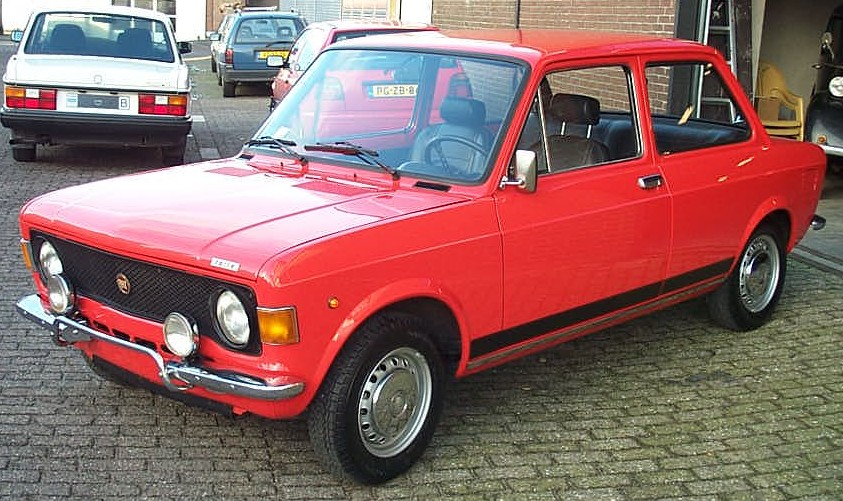
Fiat 128 Rally (1972)

El Fiat 128 Rally es un modelo deportivo, derivado del berlina, construido por la casa turinesa entre 1971 y 1974.
Las diferencias sustanciales en el Rally, en comparación con el sedán 128, por lo tanto, son muy pocos. Excepto para el motor y para la adopción de servofreno (frenos asistidos), las mejoras más evidentes se refieren a los faros, molduras exteriores y el interior, equipado con butacas envolventes con reposacabezas ajustables y reclinables, ventanillas traseras abatibles, nueva tapicería, consola central independiente. El tablero de instrumentos, idéntica a la de la berlina, fue equipado con una instrumentación más completa por la adición de un tacómetro, indicador de presión de aceite y temperatura del agua.

### 128 Coupé y 3P

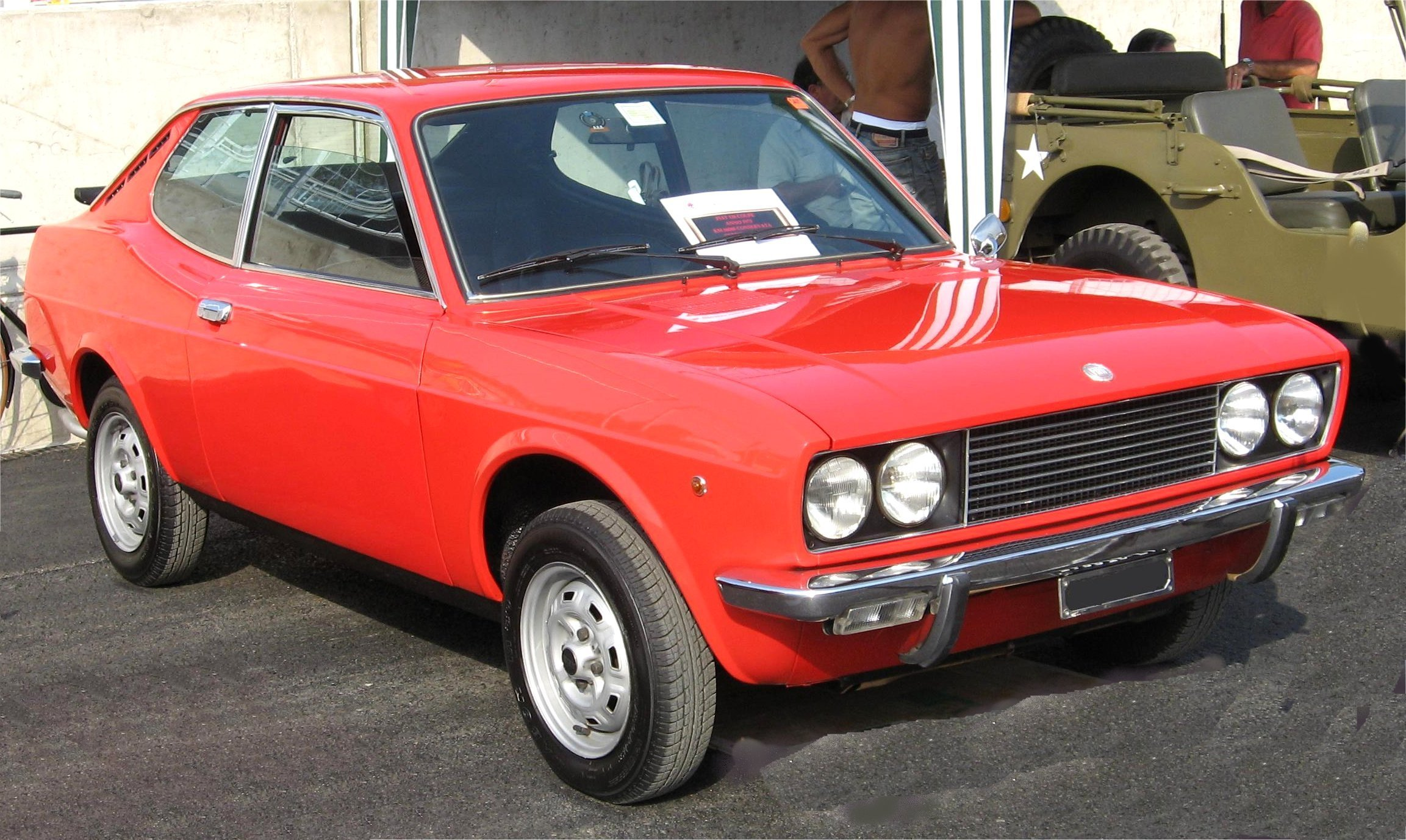
Fiat 128 Sport Coupé

A finales de los años sesenta y principios de los años setenta, continúan siendo apreciado por el público los coupé derivado de sedanes pequeños y medianos por empresas de alta producción. FIAT tuvo un éxito de ventas significativo con el «850 Coupé»,  pero ahora estaba en problemas por no tener un modelo deportivo vigente propuesto como una alternativa barata a los costosos 124 Sport Coupé, Giulia GT y Fulvia Coupé que, en aquellos años, representaban la excelencia en el sector del mercado.
En adición, casas importantes: como Ford, Opel y Renault, había comenzado a proponer modelos coupé con aspecto llamativo con carácter turístico que, mientras que no lograban un rendimiento comparables a los nobles Alfa Romeo y Lancia, dirigidas a atender a una amplia gama de usuarios dispuestos a conformarse con un menor rendimiento, pero compensado por costos de compra y uso reducidos y un habitáculo de pasajeros suficiente para cuatro personas.
La puesta en el mercado de los modelos deportivos «Capri», «Manta» y Renault 15/17 y su éxito inmediato, incluso en Italia, obligó a Fiat a dar el paso y proponer, en 1971, su interpretación de lo que entonces se llamaba la «familia deportiva», la presentación de los modelos Rally 128 y 128 Coupé.
El 128 Sport Coupé lucía una carrocería totalmente nueva estilo coupé en una plataforma acortada del 128 berlina, fue presentado en el Salón del Automóvil de Turín. En el lanzamiento estaba disponible con dos motores de 128 existentes.

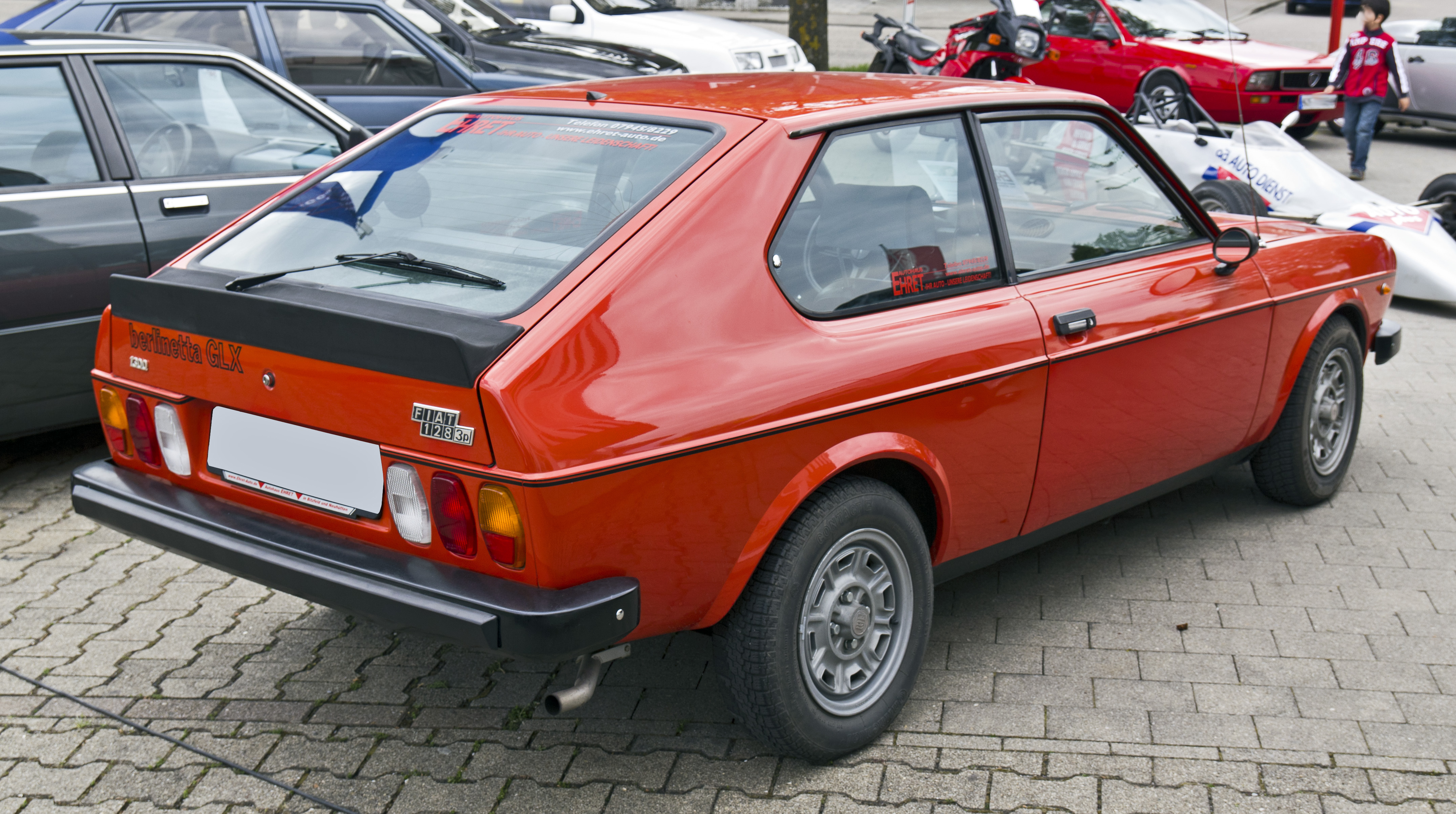
Fiat 128 Berlinetta 3P-Tre Porte

En 1975, el Coupé se modificó en la parte trasera, completamente rediseñado y equipado con una gran puerta ventana trasera. La nueva designación del modelo fue «128 3P»  Berlinetta, el cual reemplazó al Sport Coupé, mientras que la parte mecánica (incluyendo motorizaciones) se mantuvo la misma que la serie anterior. En 1976, recibió nuevos parachoques, así como modificaciones en los motores.
En 1978 llegó su último desarrollo, el modelo GXL, una nueva versión del exterior, nada más que un 3P con un alerón bajo la ventana trasera, paragolpes y espejos negros y franjas adhesivas deportivas en la carrocería. Pasó casi desapercibida. Su producción terminó en Italia en 1979.

## Producción global

### El Fiat 128 en la Argentina

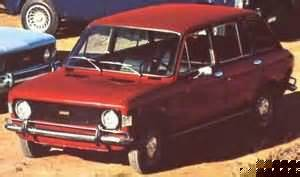
El Fiat 128 «rural» 5 puertas de Argentina.

Producido inicialmente por Fiat Concord, comienza su venta en este país en 1971. En sus principios ofrecía una carrocería berlina de cuatro puertas, con prácticamente el mismo diseño que tenía a nivel mundial. En 1973 se lanzaba la versión autóctona familiar, que adoptaba cinco puertas en lugar de las tres del modelo original. El 128, en aquel entonces, estaba equipado con los motores de 1100 y 1300 centímetros cúbicos, salvo la versión familiar que contaba únicamente con el de motor 1300.
En aquel país, en 1978 y hasta 1983, el 128 se actualizó y adoptó el rediseño denominado Europa. En ese momento aparecen las versiones 128 C y 128 CL. El Fiat 128 C tenía motor 1100 mientras que el 128 CL poseía motor 1300, radio AM, cuentakilómetros parcial, bandeja portaobjetos en la base de la palanca de cambios, llantas renovadas y una moldura en sus laterales. En 1981 recibe la nueva caja manual de cinco velocidades y se le colocó aire acondicionado, el coche pasó a denominarse "Fiat Europa CL5".
Desde 1971 a 1983, aparecieron diversas variantes de carácter deportivo realizadas por IAVA, que básicamente introducían nuevas tapicerías, volantes, instrumentación más completa, llantas y combinaciones de pintura. IAVA producía mecánicas potenciadas, las cuales destacaban, principalmente, por sus carburadores Weber de doble cuerpo de gran diámetro con la apertura simultánea de ambos cuerpos, nuevos colectores de admisión, se modifica el cruce de los árboles de levas, y se reforman los sistemas de escape. El primer 128 IAVA se denominaba TV1100 (Turismo Veloz), poseía un carburador Weber 40/40 y rendía 70 cv. En 1974 se lanza el TV1300 también conocido allí como franja ancha, tenía carburador Solex 34/34 y árbol de levas modificado, con lo que rendía 82 cv con una velocidad punta de 165km/h, algo increíble para la época y cilindrada del motor. Continuando al franja ancha llega el doble línea, con un carburador Weber 36/36, que llega a 90 cv y 170 km/h. Por último, en cuanto a la primera línea del 128 se lanza el triple línea con un Weber 40/40 y 100cv. Con el cambio de línea a Europa, el IAVA gana en equipamiento, las últimas unidades podían venir equipadas con caja de 5 velocidades y aire acondicionado. Manteniendo el TV1300 con 90 cv, se lanza el que sería el más potente de los 128 argentinos, el IAVA 102 hp, este mismo llevaba un Weber 40/40, un nuevo eje de levas, y alcanzaba 180 km/h acelerando de 0 a 100 en menos de 10 segundos. En 1983, la empresa produjo unos pocos prototipos del "IAVA 1500" denominados "Personal".
Desde 1983 y hasta 1990, Sevel Argentina produjo el Fiat 128 con el último rediseño, denominado Super Europa al cual equipó con los motores 1300 y 1500. Durante su producción en este país, el 128 se ofreció en varias versiones, que entregaban desde un equipamiento básico, hasta uno completo con aire acondicionado y tapizados en pana. En total, se produjeron en la Argentina (incluyendo todas las versiones y carrocerías producidas allí) 255.110 unidades.
En el ámbito deportivo, ganó títulos nacionales argentinos en manos de pilotos de como Rosmaldo Visintini, Aldo Caldarella, José Carlomagno, Luis Macri, Juan Zampa, Jorge Spinetto, Gabriel Raies, Osvaldo Morresi, Julio Pardo, Jorge Serafini, Jorge Bescham, Gustavo Der Ohanessian, Alberto Baldinelli, Néstor Percaz, Raúl Busto, Dardo Nieto, Carlos Rosati, Carlos Zabala, Sergio Colosi, Hugo Olmi, Hugo Rosso, Rudi Trossero y José Grasso.
Hoy en día por las calles de Argentina se pueden encontrar varios modelos «modificados» al estilo de competición, donde se modifica el motor llevando los modelos 1100 a 1400cc y los 1300 a 1600cc.

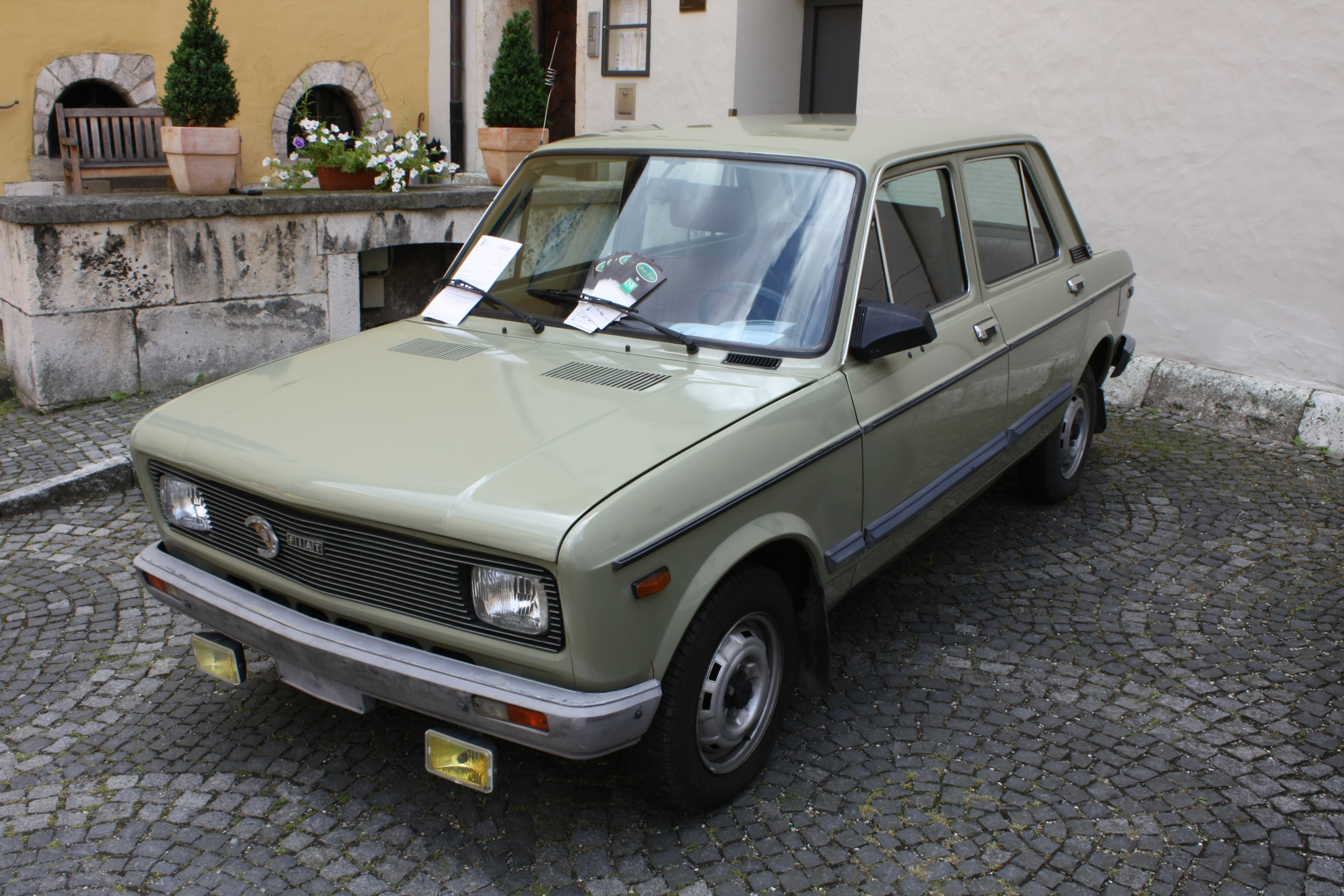
Fiat 128 CL 1100 (Serie Europa) R.A
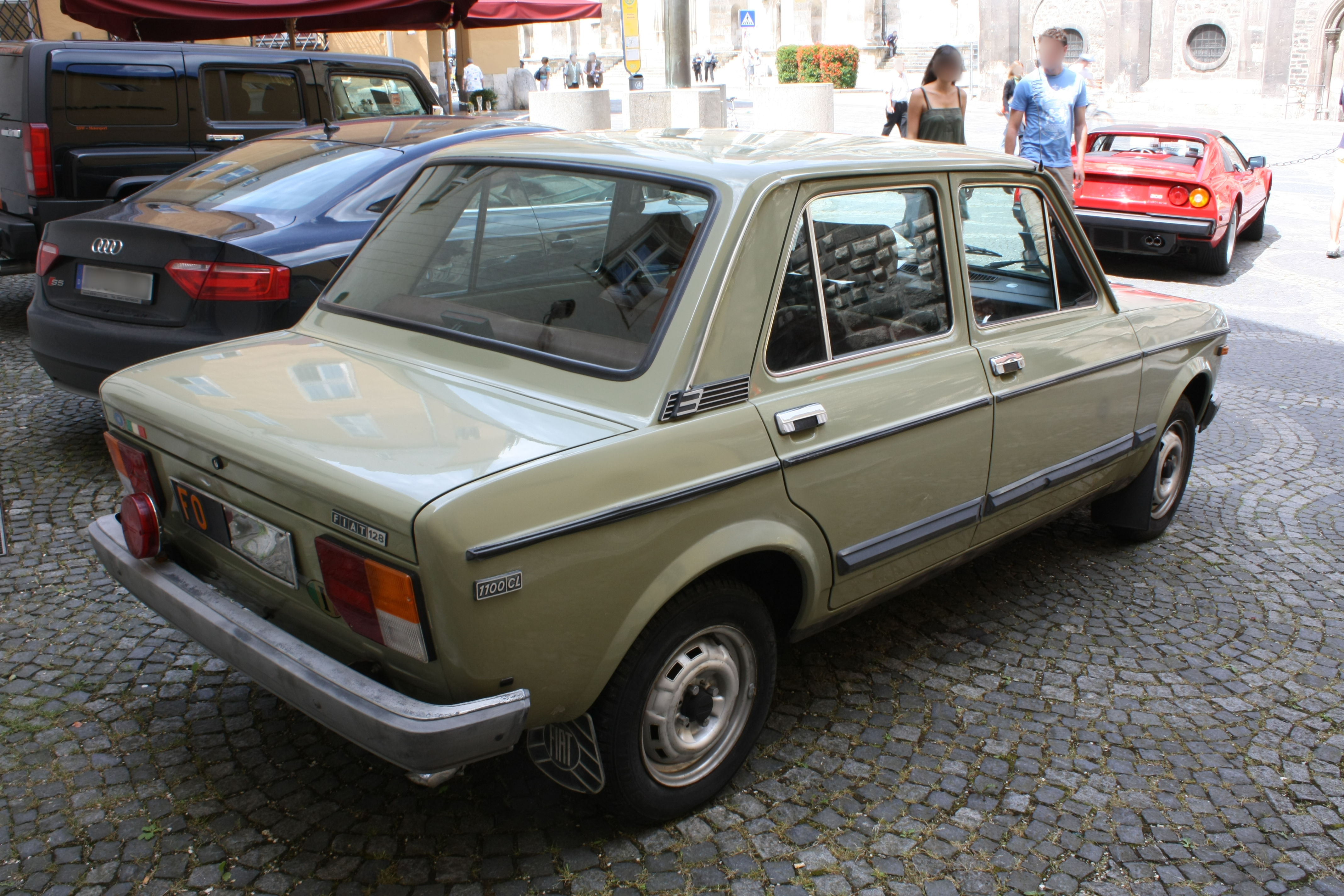
Fiat 128 CL 1100 (Serie Europa) R.A
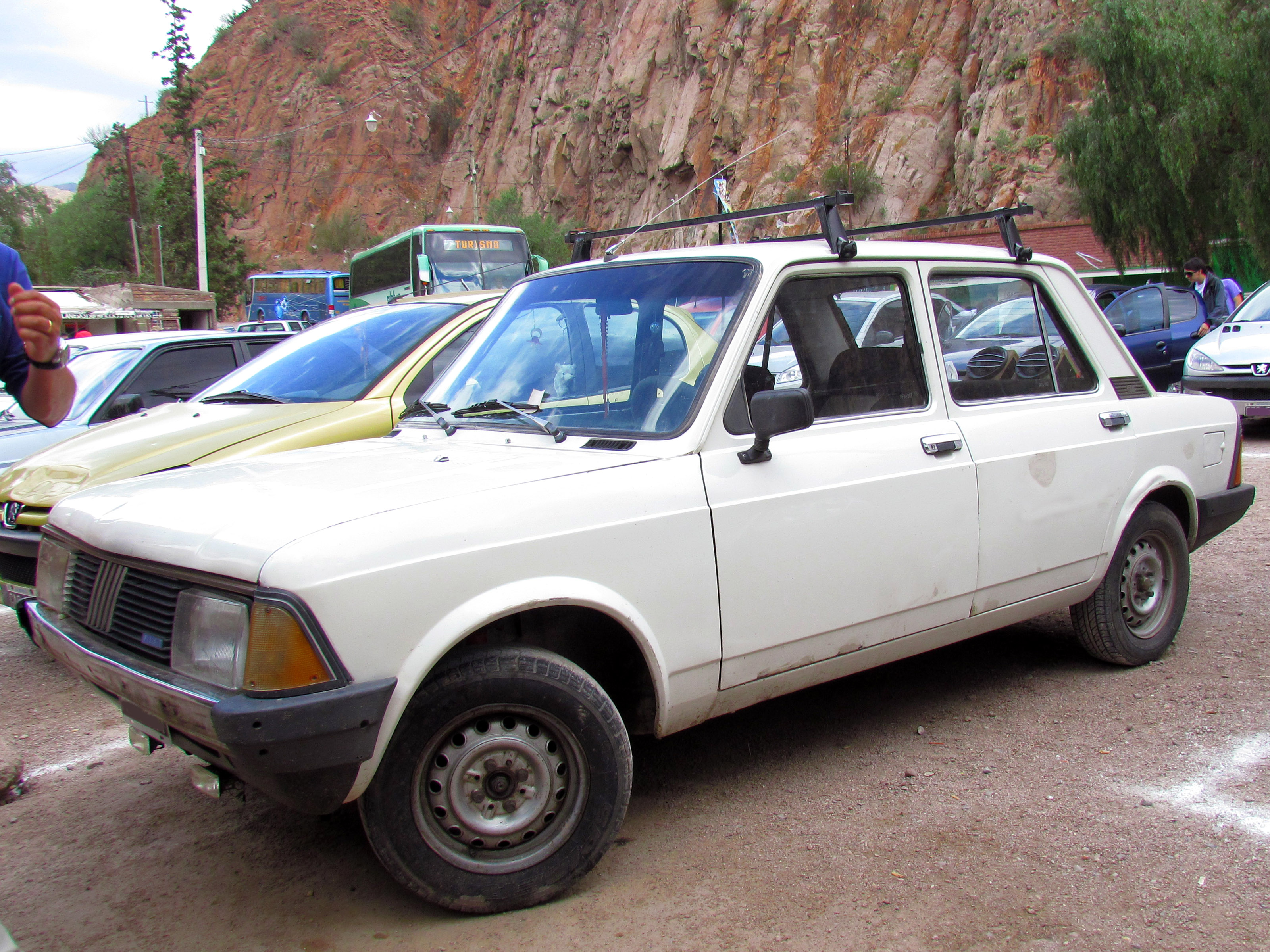
Fiat 128 CL 1.3 (Serie Super Europa) SEVEL
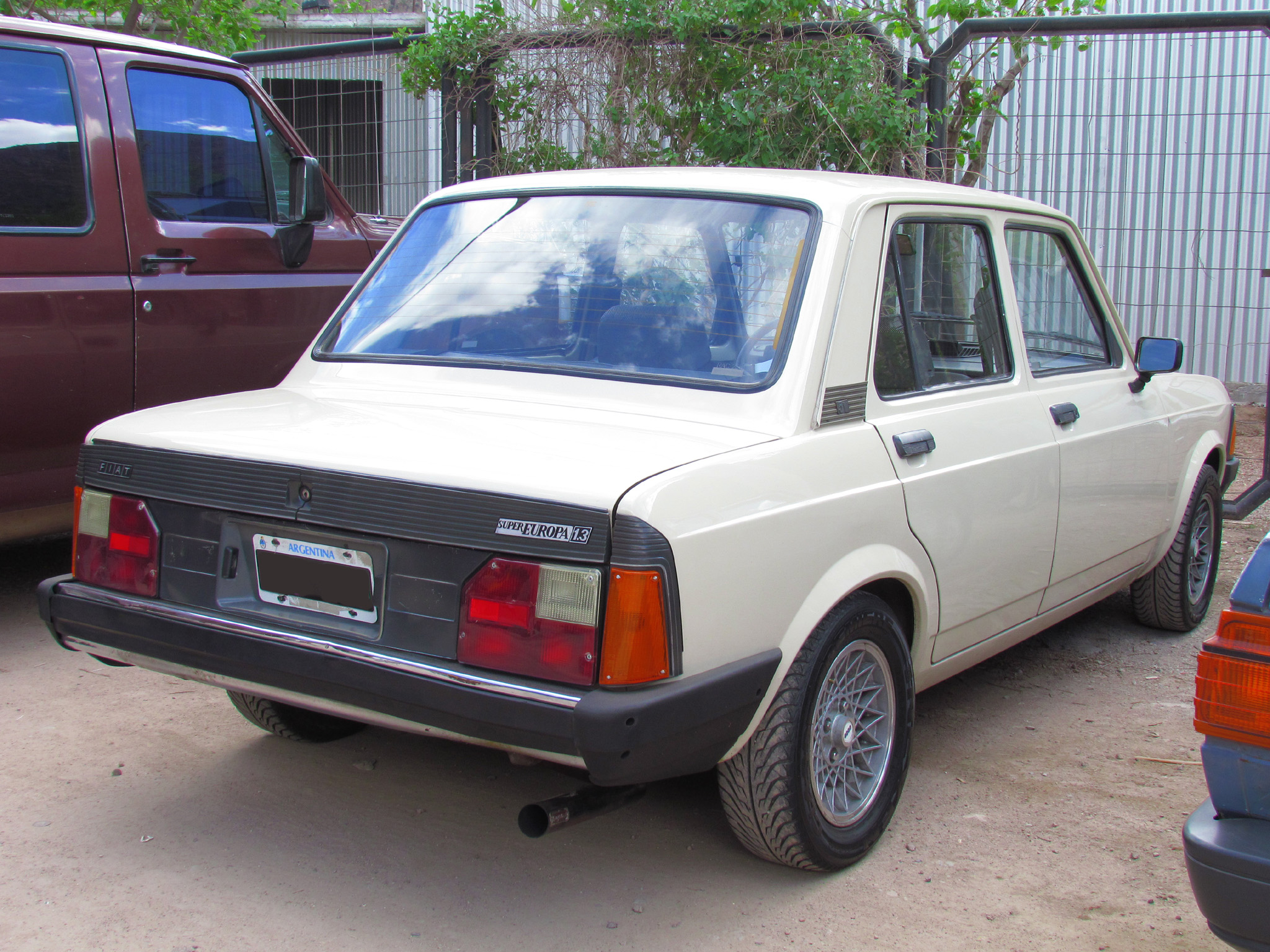
Fiat 128 CL 1.3 (Serie Super Europa) SEVEL

### El Fiat 128 en Colombia
El 128 llegó a Colombia a mediados de 1973, se ensambló en la planta de C.C.A. (Compañía Colombiana Automotriz) con CKD traído de Argentina, su producción terminó aquí en 1980. El Fiat 128 gustó mucho, especialmente por sus líneas modernas, su gran superficie acristalada, y su gran espacio interior. Tenía un suelo casi plano, lo que mejoraba su habitabilidad. La rueda de recambio, encontraba su sitio en el vano motor, con lo que no se robaba ningún espacio al maletero, que se aprovechaba al máximo.
Se vendió en una única configuración de carrocería, berlina de cuatro puertas, su espacio interior permitía ubicar 5 pasajeros, siempre y cuando fueran relativamente delgados, o 4 si eran de constitución robusta. Entre 1973 y 1978 se comercializó como 128 L, con motor de 4 cilindros y 1300 cm³ A partir de 1978 se ofrecía también una versión con motor de 1.100 centímetros cúbicos denominada Fiat 128 San Remo.
Era un automóvil con una rendimiento mecánico destacado, sus motores, especialmente el 1300, que se acoplaba con una caja manual de 4 velocidades, lo impulsaban a casi 150 kilómetros por hora, además se vendieron algunos vehículos con un cuadro de instrumentos especial, que contaba con tacómetro.
Este coche, aunque gustaba por su estética, presentaba algunos problemas eléctricos menores, habituales en los Fiat fabricados bajo licencia en países emergentes en aquellos días, y maximizados por manos inexpertas y algunas veces irresponsables, que le valieron una fama bastante negativa, agravada por problemas de corrosión prematura y desalineación permanente de sus sistemas de suspensión independiente en las cuatro ruedas.
Competía en el mercado colombiano contra los Renault 4, 6 y 12 y los Dodge 1500, Polara, Alpine, y Simca 1000, y contra sus primos los Polski Fiat 125P y Zastava 1300.

### El 128 y elZastava Skala 101
Al 2007, la empresa Zastava Automobili, produce el modelo Skala 101 (conocido también como Zastava 101 o Yugo Skala 55), el cual está basado en el Fiat 128.
Este modelo equipa un motor de 1116 cc y 55 cv a 6000 rpm. Presenta un frontal casi idéntico al del 128 Europa, mientras que la zona que más modificaciones presenta es la posterior, la cual ha sido rediseñada y ofrece un portón posterior con la luna integrada, aunque mantiene el tercer volumen.
Este modelo alcanza una velocidad punta que ronda los 135 km/h y una aceleración de 0-100 km/h de unos 20 s aproximadamente.

### Seat 128
De 1976 a 1979, Seat fabricó en Barcelona (España) el 128 en versión de carrocería Berlinetta 3p; como rasgo distintivo, estaba dotado de motores Lampredi de 67 o de 77 CV.

## Especificaciones técnicas

### Fiat 128L
Motor delantero de 4 cilindros en línea, montado transversalmente, 1.290 c.c, 8 válvulas, relación de compresión 8.9 a 1, diámetro de pistón y carrera 86 x 55.5 mm, con un rendimiento de 70 caballos. Caja de cambios de 4 velocidades sincronizadas, con las siguientes relaciones: Primera 3.583 a 1, segunda 2.235 a 1, tercera 1.454 a 1; cuarta 1.042 a 1 y marcha atrás de 3.714 a 1. La capacidad del depósito de gasolina era de 13 galones.
Peso total en vacío 835 kg, para una relación peso potencia de 11,9 kg por caballo.

### Fiat 1100 San Remo
Motor delantero de 4 cilindros en línea, montado transversalmente, 1.116 c.c, 8 válvulas en cabeza, relación de compresión 8,8 a 1, diámetro de pistón y carrera 80 x 55,5 mm, con un rendimiento de 63 caballos. Caja de cambios de 4 velocidades sincronizadas, con las siguientes relaciones: Primera 3,583 a 1, segunda 2,235 a 1, tercera 1,454 a 1; cuarta 1,042 a 1 y marcha atrás de 3,714 a 1. La capacidad del depósito de gasolina era de 50 litros.
Peso total vacío 830 kilogramos, para una relación peso potencia de 13,2 kilos por caballo.
Dirección de piñón y cremallera, frenos delanteros de disco y traseros de tambor, con servofreno. Suspensión independiente en las cuatro ruedas.
Dimensiones de carrocería: largo 3884 mm, ancho 1590 mm y alto 1.420 mm .
El 128 se fabricó en diferentes versiones, tres, cuatro y cinco puertas, en configuración de dos y tres volúmenes. Destacándose las versiones familiares, que no se produjeron en Colombia. La versión Panorama o familiar, llegó en muy poca cantidad por vía diplomática o traídas por Corauto, el tradicional representante de la marca en el país, que tuvo sus puertas abiertas desde comienzo de los años 60 hasta 1986. Lo mismo sucedió con algunos coches de dos puertas y con el 128 Sport.

## Motorizaciones

### Motor 1100
| Modelo                 | 128 A.038        |
| Cilindrada total       | 1116 cc          |
| Número de cilindros    | 4                |
| Diámetro               | 80               |
| Carrera                | 55,5             |
| Relación de compresión | 8,8:1            |
| Potencia máxima DIN    | 55 cv a 6000 rpm |
| Par motor              | 8 kgm a 3200 rpm |
| Combustible            | Gasolina Súper   |

### Motor 1300
| Modelo                 | 128 A1.038         |
| Cilindrada total       | 1290 cc            |
| Número de cilindros    | 4                  |
| Diámetro               | 86 mm              |
| Carrera                | 55,5 mm            |
| Relación de compresión | 9,2:1              |
| Potencia máxima DIN    | 60 cv a 6000 rpm   |
| Par motor              | 9,6 kgm a 3500 rpm |
| Combustible            | Gasolina súper     |

### Motor 1500 (Tomado del Fiat Ritmo y Fiat X1/9)
| Modelo                 | 128 B3.038                            |
| Cilindrada total       | 1498,57 cc                            |
| Número de cilindros    | 4                                     |
| Diámetro               | 86,4 mm                               |
| Carrera                | 63,9 mm                               |
| Relación de compresión | 9,1:1                                 |
| Potencia máxima DIN    | 80 cv a 5500 rpm                      |
| Par motor              | 12 kgm a 3000 rpm                     |
| Combustible            | Gasolina súper y otros tipos de nafta |
| Carburador             | Weber 34-34 DMTR                      |